# Czesław Kotela

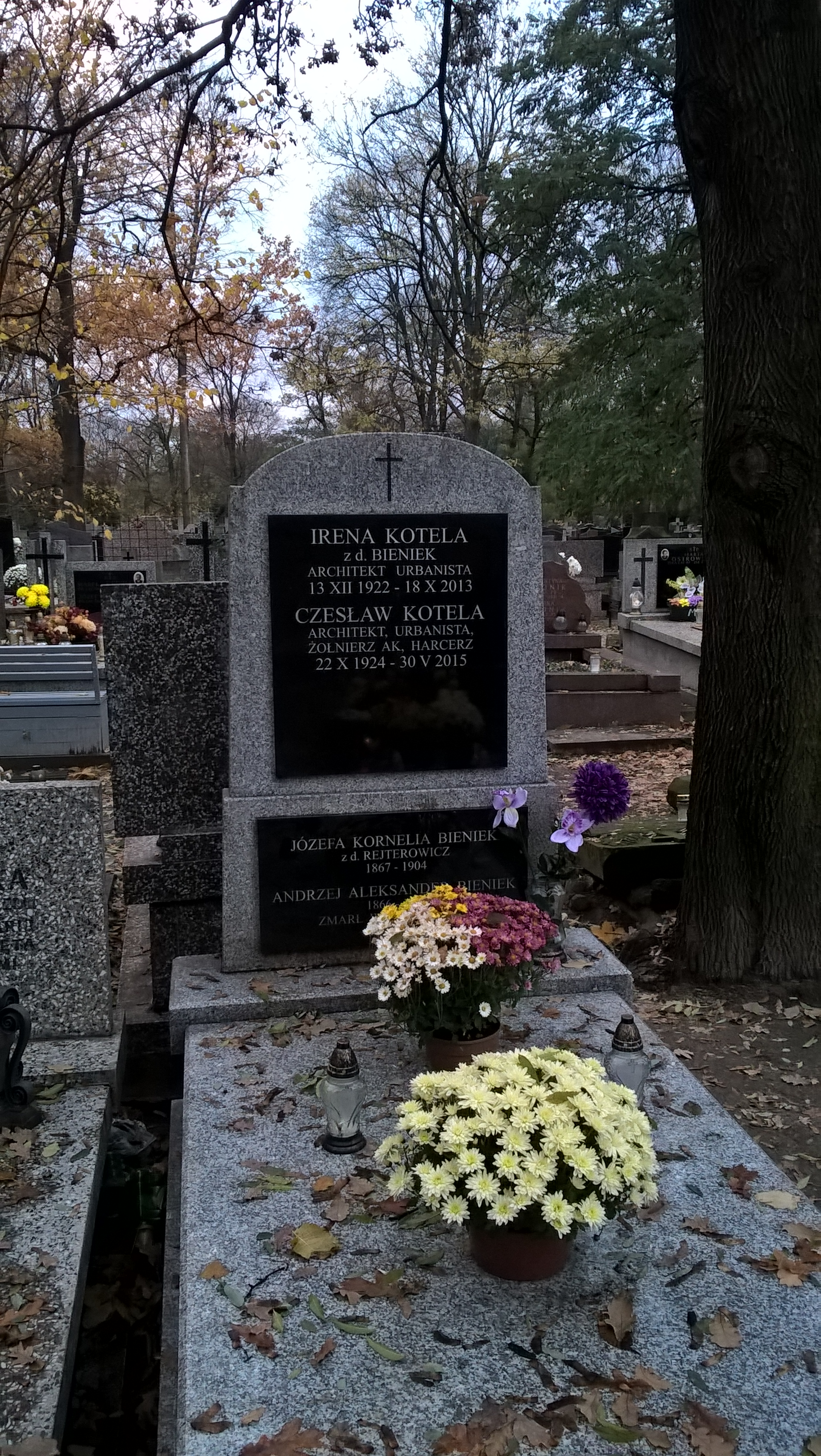
Grób Ireny i Czesława Kotelów na cmentarzu Bródnowskim w Warszawie

Czesław Kotela (ur. 22 października 1924 w Częstochowie, zm. 30 kwietnia 2015 w Warszawie) – polski architekt i urbanista, żołnierz Armii Krajowej, harcerz.

## Życiorys
Urodził się w rodzinie Teodora (1890–1965) i Czesławy Michaliny z d. Kluska (1900–1981). Miał siostrę Krystynę po mężu Baba (ur. 1926).
W czasie II wojny światowej, od 1942 r. żołnierz AK, ps. „Wit”. W lipcu 1944 r. brał udział w działaniach I batalionu 2 pułku Piechoty Legionów AK w czasie Akcji „Burza”. 30 lipca ciężko ranny w bitwie pod Pielaszowem-Wesołówką  zakończonej prawie całkowitym zniszczenie Batalionu przez Niemców. Aresztowany w listopadzie1945 r. przez NKWD, więziony w zamku Sandomierskim do 27 lutego 1945 r. Maturę zdał w trybie tajnego nauczania Sandomierzu. Spisał wspomnienia kombatanckie z czasów II wojny światowej.
Ukończył studia na Wydziale Architektury Politechniki Warszawskiej (1952). W latach 1949–1950 był asystentem prof. Tołwińskiego i Wejcherta w Zakładzie Urbanistyki Politechniki Warszawskiej. W  latach 1951–1954 kierował Pracownią Urbanistyczną w Częstochowie, był generalnym projektantem Częstochowy, w latach 1955–1957 Głównym Architektem miasta Częstochowy. Nadzorował realizację osiedli Sobieskiego, Śródmieście, Raków i projektowanie Osiedla Zawady (Tysiąclecia). W latach 1957–1958 kierował Wojewódzką Pracownią Urbanistyczną w Katowicach, w latach 1958–1962 był Głównym Architektem województwa katowickiego. W latach 1965–1972 był Naczelnym Architektem Warszawy. W latach 1972–1982 przewodniczył polskiej delegacji do komitetu Mieszkalnictwa, Budownictwa i Planowania Przestrzennego Europejskiej Komisji Gospodarczej ONZ. W latach 1987–1994 był wiceprzewodniczącym Głównej Komisji Urbanistyczno-Architektonicznej przy Ministerstwie Budownictwa. Od 1953 r. należał do PZPR.
Autor i współautor: opracowań planów uproszczonych miast mazurskich i Pomorza Zachodniego, planów ogólnych i szczegółowych Ostrowi Mazowieckiej i Jastrzębia. Współautor planu zagospodarowania przestrzennego Warszawy i Warszawskiego Zespołu Miejskiego, wraz z żoną Ireną twórca pierwszego planu zagospodarowania Częstochowy (1951–1954), obejmującego m.in. poprzeczną do Alej oś komunikacyjną (tzw. oś pracy), a także współtwórca dzielnicy wypoczynkowej Jaszowiec w Ustroniu. 
Członek SARP O. Katowice (1952–1963). Wiceprezes ZO SARP Katowice (1961–1963). Wiceprezes SARP (1963–1967). Członek O. Warszawskiego SARP. Od 1968 r. był członkiem Towarzystwa Przyjaciół Warszawy, od 1971 r. członkiem Prezydium Obywatelskiego Komitetu Odbudowy Zamku Królewskiego w Warszawie.
W 1981 r. był jednym z negocjatorów strony rządowej podczas strajku na Podbeskidziu
Zmarł w Warszawie, pochowany 18 maja 2015 r. na cmentarzu Bródnowskim (kwatera 17G-3-33).

## Ordery i odznaczenia
- Order Sztandaru Pracy II klasy
- Krzyż Komandorski Orderu Odrodzenia Polski (1969)
- Krzyż Kawalerski Orderu Odrodzenia Polski (1964)
- Złoty Krzyż Zasługi
- Odznaka „Przodownika Pracy” (1954)[18]
- Złota Odznaka SARP (1963)

Źródło:.

## Nagrody
- wyróżnienie (zespołowe) Podkomitetu Literatury i Sztuki Nagrody Państwowej Sekcja Architektury i Urbanistyki za osiągnięcia w działalności projektowej i organizacyjnej w pracach nad planem ogólnym i planami szczegółowym i dla miasta Częstochowy (1955)[19]
- Nagroda Komitetu Budownictwa, Urbanistyki i Architektury II stopnia (zespołowa) za plan ogólny zagospodarowania przestrzennego m. Jastrzębia (1961)[13]
- Nagroda Komitetu Budownictwa, Urbanistyki i Architektury II stopnia (zespołowa) za plan szczegółowego zagospodarowania przestrzennego zespołu wczasowego Jaszowiec k. Wisły (1962)[13]
- Nagroda I stopnia (zespołowa) Ministra Budownictwa i Przemysłu Materiałów Budowlanych za plan zagospodarowania przestrzennego Warszawskiego Zespołu Miejskiego wraz z planem ogólnym zagospodarowania przestrzennego m. st. Warszawy (1969)[13]